# سد اوروویل
سد اورویل یک سد خاکی است که بر روی رود فیدر بوده و در شرق شهر اوروویل، کالیفرنیا، ایالات متحده آمریکا واقع شده‌است. این سد با ارتفاع ۷۷۰ فوت (۲۳۰ متر) بلندترین سد ایالات متحده آمریکا است. اهداف احداث این سد، تأمین آب، تولید برق و کنترل سیلاب است. این سد باعث ایجاد دریاچه اورویل شده‌است که دومین دریاچه بزرگ ساخته دست انسان در آمریکا به شمار می‌رود که قابلیت ذخیره ۴٫۴ کیلومتر مکعب آب را دارد. این دریاچه در کوهپایه شرقی رشته کوه نوادا واقع شده‌است.

## خرابی سرریز در سال ۲۰۱۷

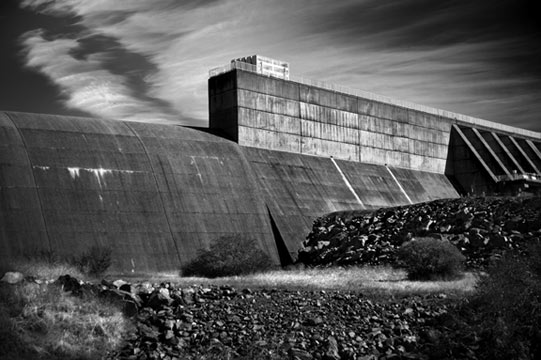
نمایی از بخشی از سازه سرریز جانبی سد اوروویل به همراه سرریز اصلی (راست) و سرریز اورژانسی (چپ) سال ۲۰۰۸

### آسیب اولیه سرریز
در ۷ فوریه ۲۰۱۷ و برای کنترل سیل پیشرو، نزدیک به ۵۰٬۰۰۰ فوت مکعب بر ثانیه (۱٬۴۰۰ متر مکعب بر ثانیه) آب با استفاده از سرریز آزاد شد. حجم زیاد جریان ورودی به دریاچه، تکنسین‌های سد را مجبور به ادامه استفاده از سرریز آسیب دیده کرد که باعث ایجاد آسیب‌های بیشتری در آن شد. در ۱۰ فوریه حفره ایجاد شده در سرریز تا پهنا ۳۰۰ فوت (۹۰ متر)، طول ۵۰۰ فوت (۱۵۰ متر) و عمق ۴۵ فوت (۱۴ متر) افزایش یافت. درهمین حال انتقال مابقی جریان از طریق سرریز اصلی به پایین دست باعث ایجاد آسیب به حوضچه‌های پرورش ماهی شد. کارگران دولتی شروع به تخلیه حوضچه‌ها برای جلوگیری از آسیب بیشتر کردند.
اگرچه مهندسین درتلاش بودند تا با کاهش ذخایر دریاچه از طریق سرریز آسیب دیده، از سرریزهای اورژانسی استفاده نشود، اما برای جلوگیری از آسیب دیدگی خطوط برق مجبور به کاهش دبی خروجی از ۶۵٬۰۰۰ فوت مکعب بر ثانیه (۱٬۸۰۰ متر مکعب بر ثانیه) به ۵۵٬۰۰۰ فوت مکعب بر ثانیه (۱٬۶۰۰ متر مکعب بر ثانیه) شدند.

### استفاده از سرریز اضطراری و تخلیه حوضه رودخانه
سرانجام پس از بررسی‌ها، اقدامات برای آماده‌سازی سرریز اضطراری شروع شد. (سرریزهای اضطراری برخلاف سرریزهای عادی که در عمر سد ممکن است بارها استفاده شوند، فقط برای مواقع اورژانسی و برای سیلاب‌های بسیار بزرگ بوده و برای کاهش هزینه‌های سرریز عادی است. معمولاً اینگونه سرریزها تنها یکبار در عمر سد استفاده می‌شوند و معمولاً یکبارمصرف هستند؛ و ممکن است سازه‌ای نباشند) در ۱۰ فوریه ۲۰۱۷، خطوط انتقال برق جابه‌جا شدند. کارگران شروع به قطع درختان کناره‌های سرریز اضطراری کردند.
در ساعت ۸ صبح ۱۱ فوریه ۲۰۱۷، سرریزهای اضطراری برای اولین بار از زمان ساخت سد در سال ۱۹۶۸ شروع به انتقال آب کردند. به خاطر اینکه سرریز سازه‌ای جدا از سد بود، مقامات محلی برای اینکه هیچ خطری برای سازه اصلی سد وجود نداشت، تخلیه ساکنین اوروویل را دردستور کار قرار نداده و آن را تهدیدی برای امنیت افراد نمی‌دانستند. اما زمانی که سطح دریاچه به سرریز اضطراری رسید، یک جریان کنترل نشده به حجم ۱۲٬۶۰۰ فوت مکعب بر ثانیه (۳۶۰ متر مکعب بر ثانیه) آغاز شد و آب به‌طور مستقیم بر دامنه پشته خاکی در زیر تاج بتن از سرریز کمکی (اضطراری) سرازیر شد.
در ۱۲ فوریه ۲۰۱۷، تخلیه ساکنین مناطق کم ارتفاع در حوضه رود فیدر و در شهرستان‌های بوته، یوبا و ساتر در دستور کار قرار گرفت. این اقدام به دلیل پیش‌بینی تخریب سرریز کمکی بود. به‌طور خاص، فرسایش در دامنه کوه به سمت بتن سرریز کمکی در حال پیشرفت بود که باعث ایجاد ترس برای تخریب سرریز شده بود. با تخریب بتن بالای سرریز، اجازه ورود ۳۰ فوت (۹٫۱ متر) از ارتفاع دریاچه اوروویل به صورت غیرکنترل شده به پایین دست می‌شد. جریان در سرریز اصلی تا ۱۰۰٬۰۰۰ فوت مکعب بر ثانیه (۲٬۸۰۰ متر مکعب بر ثانیه) افزایش یافت تا با کاهش ارتفاع دریاچه و جلوگیری استفاده از سرریز کمکی، فرسایش ناشی از آن کاهش یابد.
در ۸ بعدازظهر ۱۲ فوریه، افزایش حجم سرریز اصلی، با موفقیت سطح آب دریاچه را به سطح سرریز کمکی رساند و باعث قطع جریان از سرریز کمکی شد. هرچند عملیات تخلیه ساکنین لغو نشد. همچنین اقدامات ایمن‌سازی ازجمله قرار دادن سنگ‌های بزرگ را در دامنه فرسایش یافته آغاز شد. مهندسان نگران ایجاد آسیب در سرریز اصلی بودند. نه تنها به دلیل گران بودن تعمیرات، بلکه این آسیب می‌توانست به دریچه‌های سرریز آسیب رسانده و راه مطمئنی برای تخلیه آب دریاچه باقی نگذارد. آسیب‌های وارده هنوز ناشناخته هستند و پیش‌بینی می‌شود که در چند روز آینده مشخص شوند.
براساس گزارش‌ها تا تاریخ ۱۳ فوریه، نزدیک به ۱۸۸۰۰۰ نفر از ساکنین منتقل شدند.